# 理安寺
理安寺（りあんじ）は大阪府高槻市にある浄土宗の仏教寺院。山号は起行山。院号は総智院。本尊は阿弥陀如来。

## 歴史
創建年月は不詳だが、光誉上人が創建したといわれている。元和5年（1619年）に高槻城主となった松平家信が先婦人の菩提を弔って、理安寺を再興させた。それ以降、松平家の崇高が厚く、松平家の菩提寺として繁栄した。家信の次男で後に高槻藩主となった康信のときには、寺領や鐘楼などの寄進を受け、大いに栄えたという。古くは「利生安国」から字を取って、利安寺と称していた。
墓地には、江戸時代末期の儒学者で、漢詩人・藤井竹外と親交の厚かった市村甘泉の墓が建っている。

## 所在地・交通アクセス
- 〒569-0072　大阪府高槻市京口町1-18
- JR高槻駅より徒歩15分
- 阪急高槻市駅より徒歩5分